# 褚翜
褚翜（275年—341年），字谋远，河南郡阳翟（今河南禹州市）人。晋朝官員。太傅褚裒堂兄。祖父关内侯褚䂮，父褚頠，少知名，早卒。母庾峻女。子豫章郡太守褚希。

## 生平
褚翜以才艺桢干著称。袭爵关内侯，初仕为冠军参军，永嘉之乱，褚翜避乱渡江，和荥阳郡太守郭秀等人共保万氏台，保全了数万百姓性命。晋王司马睿以他为散骑郎。转任太子中庶子，出为淮南国内史。永昌初年，王敦之乱，他参与平定。晋成帝初，褚翜为左卫将军。
328年，褚翜为侍中，平讨苏峻之乱，保卫皇帝，以功封长平县伯，迁丹阳尹。褚翜代庾亮为中护军，镇石头城。历任领军、五兵尚书，加奉车都尉，监新宫事。后褚翜任尚书右仆射，转左仆射，加散骑常侍。褚翜代何充为护军将军，常侍如故。咸康七年（341年）卒，时年六十七，赠卫将军，谥穆。

## 參见
- 河南褚氏世系图

## 延伸阅读
[在维基数据编辑]
 《晉書·卷077》，出自房玄齡《晉書》